# Reszelt sajt

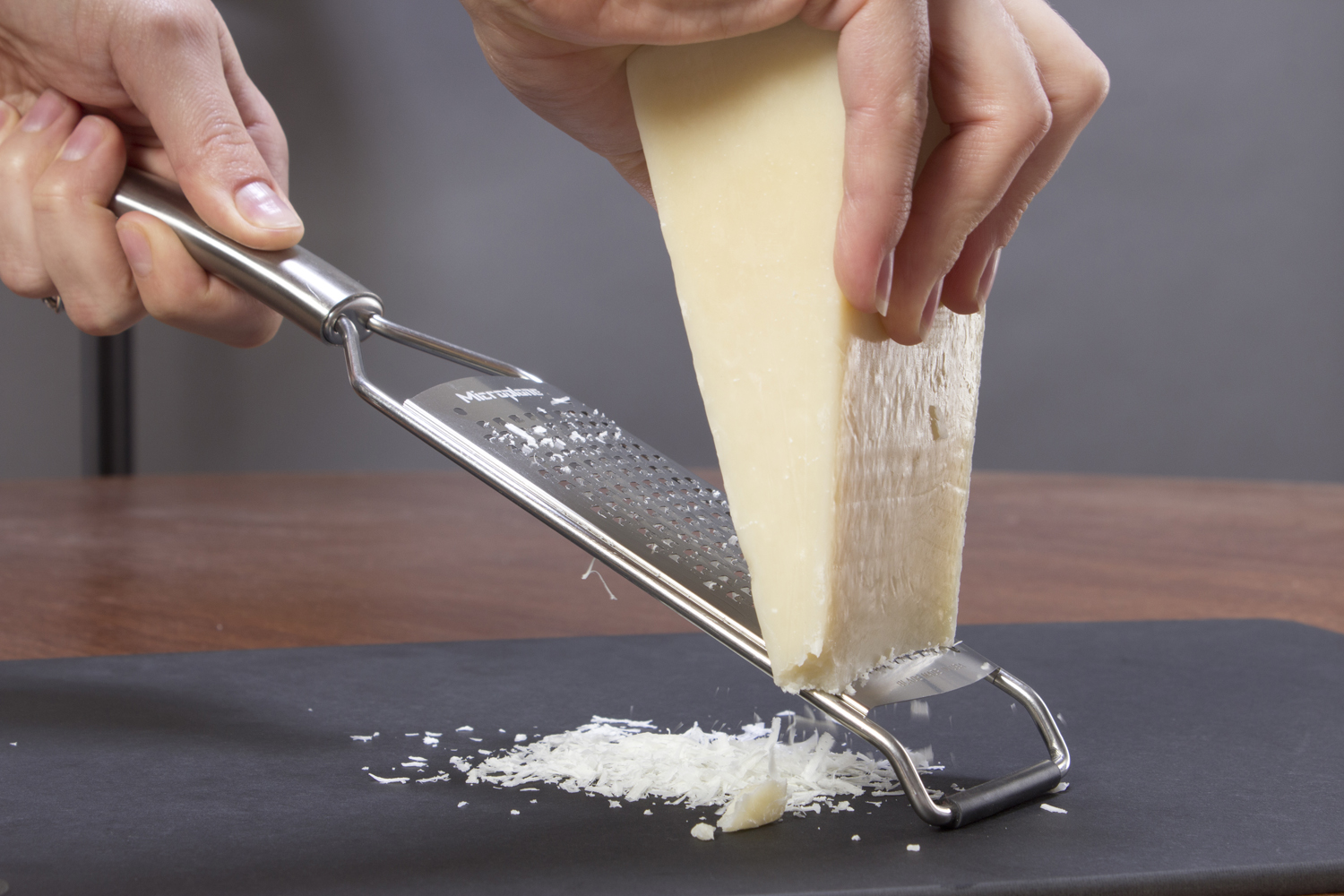
Reszelt sajt kemény sajtból

A reszelt sajt sajtból készült étel. Számos étel kedvelt hozzávalója. Különösen a mediterrán országok konyhái használják előszeretettel. Készítésére mind lágy, mind kemény sajtok alkalmasak.
A reszelt sajtnak érezhetően más íze van, mint ugyanannak a sajtnak nem reszelve. Ennek oka a reszelés közben fellépő oxidáció és a sajt felszínének megnövelésével járó gyorsabb felmelegedés.